# Uombat de musell pelut
Els uombats de musell pelut (Lasiorhinus) és un gènere de uombats, uns marsupials d'Austràlia. Conté tres espècies:
- L. angustidens †
- Uombat de musell pelut septentrional, Lasiorhinus krefftii
- Uombat de musell pelut meridional, Lasiorhinus latifrons

El uombat de musell pelut meridional viu en algunes de les regions àrides i semiàrides que van de Nova Gal·les del Sud vers el sud-oest, fins al límit Austràlia Meridional-Austràlia Occidental. La UICN el classifica com a espècie en risc mínim. En canvi, el uombat de musell pelut meridional és classificat com a espècie en perill crític i només sobreviu en una àrea de 3 km² al Parc Nacional d'Epping Forest (Queensland), però abans també existia a Victòria i Nova Gal·les del Sud.